# Ichthyoelephas humeralis
Ichthyoelephas humeralis és una espècie de peix peix d'aigua dolça i de clima tropical de la família dels proquilodòntids i de l'ordre dels caraciformes present a Amèrica del Sud a les conques dels rius Guayas i Santiago a l'Equador.
Els mascles poden assolir 24 cm de longitud total.